# Spiradiclis longibracteata
Spiradiclis longibracteata är en måreväxtart som beskrevs av C.Y.Liu och S.J.Wei. Spiradiclis longibracteata ingår i släktet Spiradiclis och familjen måreväxter. Inga underarter finns listade i Catalogue of Life.